# Vì con gái, tôi có thể đánh bại cả Ma vương
Vì con gái, tôi có thể đánh bại cả Ma vương (うちの娘の為ならば、俺はもしかしたら魔王も倒せるかもしれない。 Uchi no Ko no Tame Naraba, Ore wa Moshikashitara Maō mo Taoseru Kamoshirenai.) là light novel Nhật Bản được viết bởi Chirolu và minh họa bởi Truffle (tập 1) và Kei (từ tập 2 trở đi). Truyện được sêri hóa trên mạng từ tháng 8 năm 2014 trên trang web đăng tải tiểu thuyết của người dùng Shōsetsuka ni Narō. Sau đó truyện được công ty Hobby Japan mua và xuất bản tất cả  chín tập từ tháng 2 năm 2015 dưới ấn bản HJ Novels. Truyện được xuất bản bằng tiếng Việt bởi Skynovel.
Phiên bản manga do Hota minh hoạ được sêri hóa dưới dạng ấn bản Kadokawa Shoten trên trang ComicWalker từ tháng 7 năm 2016, và được gộp thành sáu quyển tankōbon. Manga được Seven Seas Entertainment cấp phép ở Bắc Mỹ. Bản chuyển thể anime cùng tên do Maho Film thực hiện và được lên sóng từ tháng 7 đến tháng 9 năm 2019.

## Cốt truyện
Dale là một mạo hiểm giả đã đạt được những thành tựu dù còn rất trẻ. Trong một lần thực hiện nhiệm vụ, cậu đã gặp Latina – một cô nhóc thuộc Quỷ Nhân tộc – bị bỏ lại trong rừng. Thương cảm cho số phận của Latina, cậu đã quyết định nhận nuôi cô.

## Nhân vật
Dale (デイル・レキ Deiru Reki)
Lồng tiếng bởi: Okamoto Nobuhiko
Một mạo hiểm giả trẻ 18 tuổi. Trong khi đang đi giết quái, anh tìm thấy Latina trong rừng và cuối cùng trở thành cha nuôi của cô bé. Anh có thể là một mạo hiểm giả tuyệt vời và ngầu nhưng ở trước mặt Latina thì anh chỉ có biết cưng chiều.
Latina (ラティナ Ratina)
Lồng tiếng bởi: Takao Kanon
Một bé gái quỷ không rõ lai lịch được Dale tìm thấy trong rừng và được nhận nuôi, dạy dỗ và chăm sóc. Cô bé rất trung thành, hiền lành và thông minh. Cô bé cũng làm việc tại quán rượu tên là "Lều Cẩm miêu Vũ". Ruy băng được buộc trên đầu cô để che giấu đi cặp sừng.
Kenneth (ケニス)
Lồng tiếng bởi: Koyama Tsuyoshi
Chủ của quán rượu và nhà trọ có tên là "Lều Cẩm miêu Vũ", nơi tụ tập của những mạo hiểm giả. Ông từng là một mạo hiểm giả và là bạn lâu năm của Dale.
Rita (リタ)
Lồng tiếng bởi: Numakura Manami
Vợ của Kenneth. Cả hai đều điều hành quán rượu "Lều Cẩm miêu Vũ". Cô đối xử tốt với những mạo hiểm giả khá thô lỗ và cũng cung cấp thông tin từ bảng tin Lục thần, nơi kiểm soát thông tin.
Chloe (クロエ)
Lồng tiếng bởi: Kuwahara Yūki
Bạn thân nhất của Latina. Cô là một cô bé xinh đẹp và là người đứng đầu trong số các bạn nhỏ.
Sylvia (シルビア)
Lồng tiếng bởi: Kouno Marika
Bạn thân khác của Latina. Cô bé có một tính cách dễ chịu và trưởng thành hơn so với tuổi của mình.
Rudy (ルディ)
Lồng tiếng bởi: Tamura Mutsumi
Bạn của Latina. Một cậu bé trưởng thành hơn tuổi và là người hay lo lắng cho Latina.
Marcel (マルセル)
Lồng tiếng bởi: Hirose Yūki
Bạn của Latina. Là một cậu bé mũm mĩm với tính cách hiền lành.
Anthony (アントニー)
Lồng tiếng bởi: Fukuhara Katsumi
Bạn của Latina. Một cậu bé học hỏi và thông minh.

## Truyền thông

### Light novel
| - Chương 1. "Thiếu nữ tóc bạch kim và sự xa cách" - Chương 2. "Thiếu nữ tóc bạch kim và tình cảm với cậu bạn tóc đỏ thuở nhỏ" - Chương 3. "Cảm xúc của thanh niên dành cho thiếu nữ tóc bạch kim" - Chương giữa. "Thiếu nữ tóc bạch kim và vài chuyện ở dinh thự công tước" - Chương 4. - "Quyết định của chàng thanh niên và sự thay đổi trong mối quan hệ giữa hai người" - "Em trai thanh niên, mối quan hệ giữa anh trai với thiếu nữ tóc bạch kim và với bản thân cậu" |

| - Chương 1. "Thiếu nữ tóc bạch kim và Kim vương tái ngộ" - Chương 2. "Người thanh niên khởi hành" - Chương 3. "Các Ma vương Tai ương hành động" - Chương 4. "Thiếu nữ tóc bạch kim thức tỉnh" - Chương 5. "Người thanh niên và cuộc đồ sát" - Chương 6. - "Bạch kim dũng sĩ, Hoàng kim Ma Vương và Bạch kim Ma Vương" - "Cảm tưởng của nữ tu sĩ Lục thần về việc làm và bạn của mình" |

| - Chương 1. "Thiếu nữ tóc bạch kim hồi tưởng về quá khứ" - Chương 2. "Thiếu nữ tóc bạch kim nói 'em đã về rồi'" - Chương giữa. "Vì Bạch kim Công chúa, Kim Vương đối đầu dũng sĩ hết thuốc chữa" - Chương 3. "Tiền truyện: Bậc thầy tóc bạch kim và nữ tư tế tóc tím" - Chương 4. - "Tiền truyện: Kết thúc, bắt đầu và cuộc gặp gỡ" - "Sự kiện vào lúc giao thừa và cuộc gặp gỡ trong mơ" |

| - Chương 1. "Những ngày tháng sau này: Bạch kim Công chúa và bữa cơm ngon" - Chương 2. "Những ngày tháng sau này: Cô hầu bàn hút khách và ba chú cún cưng" - Chương 3. "Những ngày tháng sau này: Bạch kim Công chúa, Hoàng kim công chúa và chuyến đi thăm mộ" - Chương 4. "Những ngày tháng sau này – ngoại truyện" - "Ngày tuyết rơi, kỉ niệm của công chúa nhỏ và kỉ niệm với Hoàng kim Công chúa" - "Cô gái nhỏ và thiên đường mèo" |

| - Chương 1. "Câu chuyện ngày sau: Nữ vương hoàng kim và em gái bạch kim" - Chương 2. "Những ngày tháng sau này: Cô gái bạch kim, bạn thân và mỗi ngày khác biệt" - Chương 3. "Những ngày tháng sau này: Bạch kim Dũng sĩ và đội thân vệ của Tiên tử Công chúa" - Chương 4. "Những ngày tháng sau này: Cô gái bạch kim trở thành cô dâu" - Chương 5. "Những ngày tháng sau này: Cô gái bạch kim, chú chó và cục bông" - Kết thúc. "Thế giới được trông coi bởi cầu vồng" |

| - Chương 1. "Những câu chuyện vụn vặt sau khi câu chuyện kết thúc" - Chương 2. "Mẩu chuyện về đôi vợ chồng nọ trước khi trở thành vợ chồng, trước khi câu chuyện bắt đầu" - Chương 3. "Mẩu chuyện nhỏ bên lề, khi câu chuyện vừa kết thúc" - Chương 4. "Mẩu chuyện về cô nhóc bé nhỏ, khi câu chuyện mới bắt đầu" - Chương 5. "Đoạn sau của câu chuyện và cái kết nhỏ" |

### Anime
Bản chuyển thể anime truyền hình được công bố vào ngày 20 tháng 2 năm 2019. Sêri được hoạt ảnh bởi Maho Film, với Yanase Takeyuki phụ trách phần đạo diễn và Yoshioka Takao viết kịch bản.  Nishida Miyako, Masudate Toshihide, và Deguchi Kaho thiết kế nhân vật. Sêri được lên sóng vào ngày 4 tháng 7 năm 2019 trên đài Tokyo MX, BS11, GYT, và J:COM TV.  Takao Kanon sẽ thực hiện ca khúc chủ đề "I'm With You", trong khi Okamoto Nobuhiko sẽ thực hiện bài nhạc kết khúc cho sêri "This is Yūsha, but Zannen?!".
| Tập | Tựa đề                                                                           | Ngày lên sóng       | Tham khảo |
| --- | -------------------------------------------------------------------------------- | ------------------- | --------- |
| 1   | "Seinen, Chīsana Musume to deau (青年、ちいさな娘と出会う)"                      | 4 tháng 7 năm 2019  | [ 17 ]    |
| 2   | "Chīsana musume, aratana seikatsu o hajimeru (ちいさな娘、新たな生活をはじめる)" | 11 tháng 7 năm 2019 | [ 18 ]    |
| 3   | "Seinen, rusu ni suru (青年、留守にする)"                                        | 18 tháng 7 năm 2019 | [ 19 ]    |
| 4   | "Chīsana musume, sono “jiken” (ちいさな娘、その『事件』)"                        | 25 tháng 7 năm 2019 | [ 20 ]    |
| 5   | "Chīsana musume, yuki ni kangeki suru (ちいさな娘、 雪に感激する)"               | 1 tháng 8 năm 2019  | [ 21 ]    |
| 6   | "Osanaki shōjo, tabi ni deru (幼き少女、旅に出る)"                               | 8 tháng 8 năm 2019  | [ 22 ]    |
| 7   | "Osanaki shōjo, minatochō e iku (幼き少女、港町へ行く)"                          | 15 tháng 8 năm 2019 | [ 23 ]    |
| 8   | "Seinen, kokyō ni tsuku (青年、故郷に着く)"                                      | 22 tháng 8 năm 2019 | [ 24 ]    |
| 9   | (青年、弟の結婚式と幼い少女と。)                                                 | 29 tháng 8 năm 2019 | [ 25 ]    |
| 10  | "Osanaki shōjo, kuroitsu ni kaeru (幼き少女、クロイツに帰る)"                    | 5 tháng 9 năm 2019  | [ 26 ]    |
| 11  | "Osanaki shōjo to nyanko paradaisu (幼き少女とにゃんこパラダイス)"               | 12 tháng 9 năm 2019 | [ 27 ]    |
| 12  | "Osanaki shōjo, negau (幼き少女、願う)"                                          | 19 tháng 9 năm 2019 | [ 28 ]    |

## Đón nhận
Light novel và manga tổng cộng được 500,000 bản in. Light novel đứng thứ 10 năm 2018 trong sách hướng dẫn light novel hàng năm của Takarajimasha Kono Light Novel ga Sugoi!, dưới dạng tankōbon.